# Hokkaidō-Wolf
Der Hokkaidō-Wolf (Canis lupus hattai), auch Ezo-Wolf (jap. エゾオオカミ, Ezo-Ōkami) genannt, war eine Unterart des Wolfes und wird gelegentlich gemeinsam mit dem Honshū-Wolf als Japanischer Wolf bezeichnet. Der Hokkaidō-Wolf gilt heute ebenso wie der Honshū-Wolf als ausgestorben. Sein Verbreitungsgebiet umfasste die japanische Insel Hokkaidō (Ezo), die er bis zur Mitte der Meiji-Periode bewohnte.
Während der Honshū-Wolf aufgrund der Inselverzwergung als eine der kleinsten Unterarten des Wolfes gilt, erreichte nach morphologischen Studien der Hokkaidō-Wolf normale Körpergröße, mtDNA Sequenzen von zwei Hokkaidō-Wölfen waren mit denen Kanadischer Wölfe identisch. Die morphologischen und genetischen Eigenschaften weisen darauf hin, dass die Vorfahren der Ezo-Wölfe genetisch mit den Vorfahren der Kanadischen Wölfe verwandt waren.
Die letzten Exemplare dieser Unterart starben 1889 aufgrund einer Vergiftungskampagne durch japanische Bauern. Mit der Gründung von Pferd- und Rinderfarmen wurde der Hokkaidō-Wolf als Bedrohung für den Tierbestand angesehen. Nach amerikanischer Beratung wurden mit Strychnin vergiftete Köder ausgelegt, um die Wolfspopulation zu reduzieren. Ein weiterer Grund für das Aussterben könnte der extreme Rückgang der Bestände des Sikahirsches gewesen sein.
Sowohl dem Honshū-Wolf als auch dem Hokkaidō-Wolf wird in der japanischen Mythologie eher eine wohlwollende Rolle zugewiesen. Vergleichbar zu der römischen Sage von Romulus und Remus sagte man auch dem Clananführer Fujiwara no Hidehira nach, dass er von Wölfen aufgezogen worden sei.